# Férfi 10 000 méteres gyorskorcsolya az 1994. évi téli olimpiai játékokon
Az 1994. évi téli olimpiai játékokon a gyorskorcsolya férfi 10 000 méteres versenyszámát február 20-án rendezték Hamarban. Az aranyérmet a norvég Johann Olav Koss nyerte meg. A versenyszámban nem vett részt magyar versenyző.

## Rekordok
A versenyt megelőzően a következő rekordok voltak érvényben:
| Világrekord     | Johann Olav Koss (NOR) | 13:43,54 | Heerenveen, Hollandia | 1991. február 10. |
| Olimpiai rekord | Tomas Gustafson (SWE)  | 13:48,20 | Calgary, Kanada       | 1988. február 21. |

A versenyen új világrekord született:
| Johann Olav Koss (NOR) | 13:30,55 | Hamar, Norvégia | 1994. február 20. |

## Végeredmény
Mindegyik versenyző egy futamot teljesített, az időeredmények határozták meg a végső sorrendet. Az időeredmények másodpercben értendők. A rövidítések jelentése a következő:
- WR: világrekord

| Helyezés | Versenyző          | Nemzet              | Idő         |
| -------- | ------------------ | ------------------- | ----------- |
| Arany    | Johann Olav Koss   | Norvégia (NOR)      | 13:30,55 WR |
| Ezüst    | Kjell Storelid     | Norvégia (NOR)      | 13:49,25    |
| Bronz    | Bart Veldkamp      | Hollandia (NED)     | 13:56,73    |
| 4.       | Falko Zandstra     | Hollandia (NED)     | 13:58,25    |
| 5.       | Jaromir Radke      | Lengyelország (POL) | 14:03,84    |
| 6.       | Frank Dittrich     | Németország (GER)   | 14:04,33    |
| 7.       | Rintje Ritsma      | Hollandia (NED)     | 14:09,28    |
| 8.       | Jonas Schön        | Svédország (SWE)    | 14:10,15    |
| 9.       | Michael Hadschieff | Ausztria (AUT)      | 14:12,09    |
| 10.      | Christian Eminger  | Ausztria (AUT)      | 14:15,14    |
| 11.      | Itokava Tosihiko   | Japán (JPN)         | 14:17,00    |
| 12.      | Andrej Anufrijenko | Oroszország (RUS)   | 14:18,42    |
| 13.      | Szató Kazuhiro     | Japán (JPN)         | 14:18,44    |
| 14.      | Jevgenyij Szanarov | Kazahsztán (KAZ)    | 14:21,12    |
| 15.      | Roberto Sighel     | Olaszország (ITA)   | 14:27,59    |
| 16.      | Per Bengtsson      | Svédország (SWE)    | 14:48,00    |